# Alcedines
Vodomari (lat. Alcedines) su podred ptica iz reda modrivrana. Dijele se na tri porodice: Alcedinidae, Halcyonidae, i Cerylidae. U svijetu postoji oko 90 vrsta vodomara, i rasprostranjeni su po mnogim klimatskim područjima. Najbrojnija vrstama su tropska i suptropska područja, no žive i u umjereno hladnim područjima.

## Opis
To su manje do srednje velike, najčešće šarene ptice. Najvažnija obilježja su njihov kljun, i oblik stopala. Stopala su im vrlo kratka i sindaktilna, što znači da su im prednja dva prsta, treći i četvrti, večim dijelom dužine srasla, a drugi prst je često nerazvijen ili ga uopće nemaju. Sve vrste vodomara imaju karakterističnu veliku glavu, kratke noge, i kratki rep. 
Oblik kljuna nije jednak kod svih vrsta, i ovisi o hrani: vodomari koji se hrane samo ribom imaju ravan kljun koji se sprijeda sužava u oštar šiljak. Kljun vrsta iz roda kukabure (Dacelo) je širok, nije tako dug i pogodan je za drobljenje plijena (maleni sisavci i gmazovi), dok je kljun Melidora macrorrhina, vrste koja je specijalizirana za lov na plijen kod zemljom, završava vrškom koji podsjeća na kukicu.  
Tradicionalno vodomari su bili spojeni u jednu porodicu Alcedinidae s tri potporodice, no poslije ponovnog preispitanja DNA i kromosoma tokom 1990-tih, vodomari su premješteni u podvrstu Alcedines.  U Hrvatskoj od vodomara jedino je prisutan obični ili europski vodomar (Alcedo atthis) koji se također može pronaći u Aziji, Africi i po sjevernim dijelovima Europe gdje se rijeke zamrzavaju. Europski vodomar zimi se seli toplije krajeve južnog sredozemlja. Vodomari obično žive blizu vode ili u močvarnim staništima, plijen su im: manje ribe, žabe i kukci. Vodomari koji žive u šumama, kao recimo australska kukabura, love i manje životinje kao miševe ili zmije. 